# Let Me Ride
Let Me Ride (englisch für „Lass mich fahren“) ist ein Lied des US-amerikanischen Rappers und Musikproduzenten Dr. Dre, das er zusammen mit dem Rapper Snoop Doggy Dogg, der Sängerin Jewell und dem Sänger Ruben Cruz aufnahm. Der Song erschien am 15. Dezember 1992 auf seinem Debüt-Soloalbum The Chronic und wurde am 13. September 1993 als dritte Single aus diesem veröffentlicht.

## Inhalt
| Liedteil   | Künstler                   |
| 1. Strophe | Dr. Dre                    |
| Refrain    | Jewell & Ruben Cruz        |
| 2. Strophe | Dr. Dre & Snoop Doggy Dogg |
| 3. Strophe | Dr. Dre & Snoop Doggy Dogg |

Let Me Ride ist thematisch dem Gangsta-Rap zuzuordnen. Dr. Dre rappt aus der Perspektive des lyrischen Ichs über Waffengewalt, Gangkriminalität, Morde und Geld. Dabei fährt er in seinem 1964er Chevrolet Impala durch die Straßen von Los Angeles und preist seine Musik.

“Creepin’ down the back street on D’s

I got my Glock cocked ’cause niggas want these

No soon as I said it, seems I got sweated

By some nigga with a TEC-9 tryin’ to take mine”

## Produktion
Das Lied wurde von Dr. Dre selbst produziert. Dabei verwendete er Samples der Songs Mothership Connection (Star Child) mit dem Spiritual Swing Down Sweet Chariot von Parliament, Kissing My Love von Bill Withers und Funky Drummer von James Brown. Die Rapper RBX und Snoop Doggy Dogg schrieben den Text.

## Musikvideo
Bei dem zu Let Me Ride in Los Angeles gedrehten Musikvideo führte Dr. Dre selbst Regie. Es verzeichnet auf YouTube über 1,2 Millionen Aufrufe (Stand: Mai 2024). Das Video zeigt Dr. Dre, der in einem schwarzen 1964er Chevrolet Impala Lowrider durch die Straßen fährt, wobei ihm Frauen zulächeln. Anschließend rappt er den Song auf einem Parkplatz, während er von zahlreichen Menschen umgeben ist und Frauen dazu tanzen. Dr. Dre ist stets komplett schwarz gekleidet und trägt ein Basecap der Chicago White Sox. Später steigen nacheinander zwei Frauen zu ihm ins Auto. Nachts kommt es schließlich zu einem Carjacking zwischen verschiedenen Gangs, die mit ihren Autos anderen den Weg abschneiden. Auch Snoop Dogg und Ice Cube sind im Video zu sehen. Am Ende werden Ausschnitte der P-Funk Earth Tour 1976 der Bands Parliament und Funkadelic gezeigt.

## Single

### Covergestaltung
Das Singlecover zeigt die Schriftzüge Dr. Dre in Orange und Let Me Ride in Dunkelblau und Rot. Der Hintergrund ist komplett orange gehalten.

### Titelliste
1. Let Me Ride (Radio Mix) – 4:21
2. Let Me Ride (Extended Club Version) – 11:01
3. One Eight Seven – 4:18

### Chartplatzierungen
Let Me Ride erreichte als Doppelsingle mit dem Song Nuthin’ but a ‘G’ Thang Platz 31 im Vereinigten Königreich und hielt sich vier Wochen in den Charts. In den Vereinigten Staaten belegte das Lied Rang 34 und war 18 Wochen in den Top 100 vertreten.
| ChartsChartplatzierungen       | Höchstplatzierung | Wochen |
| ------------------------------ | ----------------- | ------ |
| Vereinigtes Königreich (OCC)   | 31 (4 Wo.)        | 4      |
| Vereinigte Staaten (Billboard) | 34 (18 Wo.)       | 18     |

### Auszeichnungen
Bei den Grammy Awards 1994 erhielt Let Me Ride die Auszeichnung in der Kategorie Best Rap Solo Performance.